# Clastobryopsis brevinervis
Clastobryopsis brevinervis är en bladmossart som beskrevs av Fleischer 1923. Clastobryopsis brevinervis ingår i släktet Clastobryopsis och familjen Sematophyllaceae. Inga underarter finns listade i Catalogue of Life.